# مود ألين
مود ألين (بالإنجليزية: Maude Allen)‏ هي ممثلة أمريكية، ولدت في 30 نوفمبر 1879، وتوفيت في 7 نوفمبر 1956.

## وصلات خارجية
- مود ألين على موقع IMDb (الإنجليزية)
- مود ألين على موقع قاعدة بيانات برودواي على الإنترنت (الإنجليزية)
- مود ألين على موقع قاعدة بيانات الفيلم (الإنجليزية)